# Denis Durnian

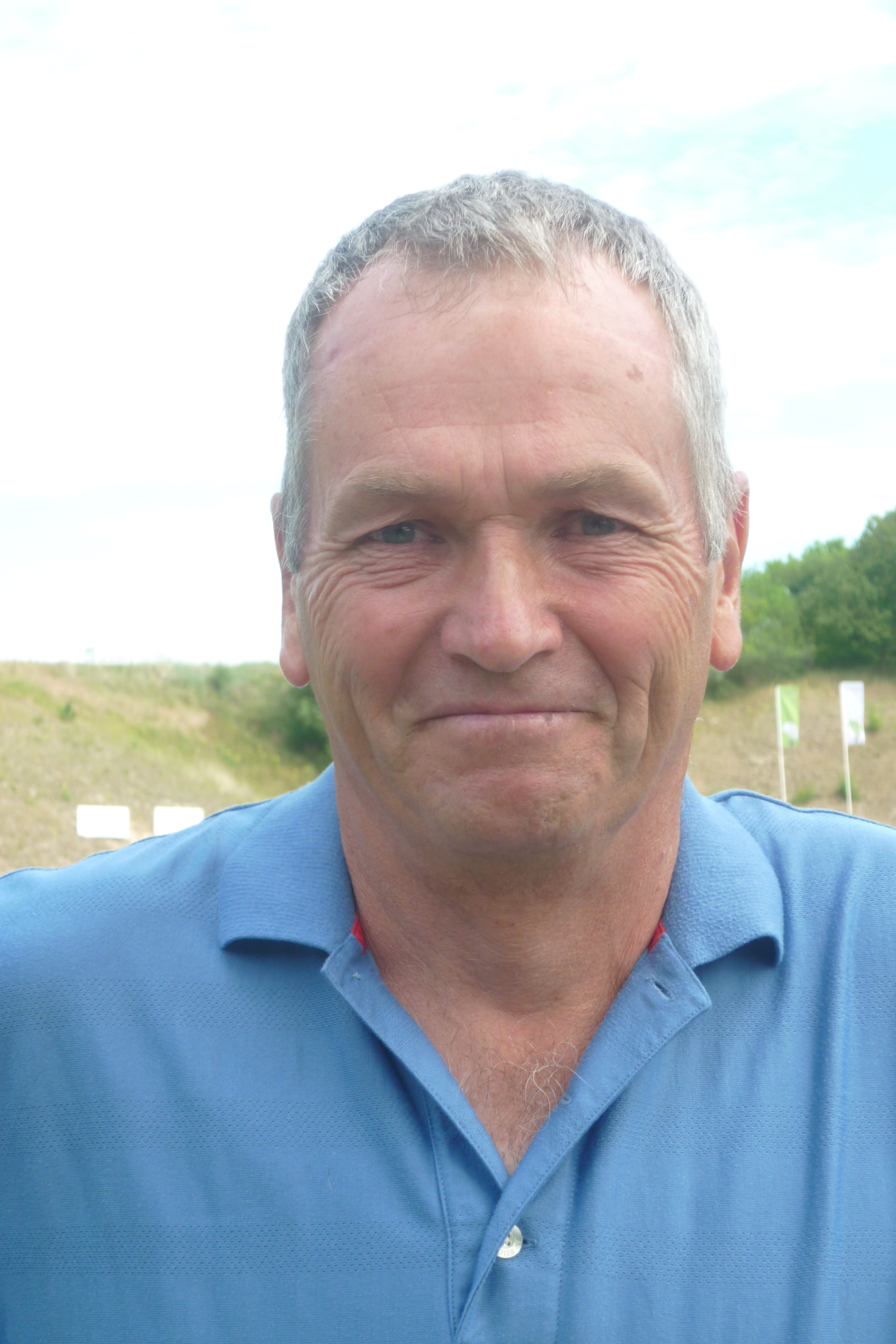
Denis Durnian

Denis Durnian (Wigan, 30 juni 1950) is een professioneel golfer uit Engeland.

## Europese Tour
Durnian werd in 1969 professional en heeft dus de start van de Europese PGA Tour in 1970 meegemaakt. Hij speelde er twintig jaar lang zonder ooit een toernooi te winnen. In 1985 won hij het PLM Open in Zweden, dat een jaar later een toernooi van de Europese Tour werd.
Hij eindigde vier keer op de tweede plaats.
- 1979: Greater Manchester Open, verloor de play-off van Brian Barnes
- 1989: Epson Grand Prix, verloor de matchplay van Severiano Ballesteros met 4/3
- 1989: Jersey Airways Open, verloor de play-off van Christy O'Connor jr.

Durnian speelde in 1983 het Brits Open en scoorde daar 28 slagen over 9 holes op de Royal Birkdale Golf Club. Het werd de enige keer dat hij daar de cut haalde.

## Senior Tour
Op 22 september 2002 won Durnian het Schots Open op de Roxburghe Golf Club in Carnoustie. Twee jaar later constateerde men vlak voor de derde ronde van het Schots Open, op dezelfde baan, dat hij een lichte hartaanval had gehad, nadat hij zich al enkele dagen niet lekker voelde. Hij werd naar het ziekenhuis gebracht, waar hij geopereerd werd en drie weken moest blijven. Hij kwam herboren terug en won in Estoril het laatste toernooi van het seizoen.
Zijn beste resultaat op de Order of Merit was in 2001 en 2002, toen hij op de 2de plaats eindigde. Hij speelt in categorie 4, omdat hij bij de spelers hoort die in zijn carrière veel verdiend heeft.

### Gewonnen

#### Europese PGA Tour
geen overwinning

#### Elders
- 1985: PLM Open in Zweden

#### Europese Senior Tour
- 2001: Wales Seniors Open
- 2002: Charles Church Scottish Seniors Open, Estoril Seniors Tour Championship

### Teams
- PGA Cup: 1981, 1982, 1984, 1986
- UBS Cup: 2001, 2002

## Privé
Durnian woont in Chorley en heeft twee kinderen uit zijn eerste huwelijk.
Eind 2009 werd bij de 59-jarige Durnian kanker geconstateerd. In 2010 werd hij behandeld in het Christie Hospitaal en in juni speelde hij weer op de Senior Tour.